# Lista postaci serialu Słoneczna Sonny
Lista postaci z amerykańskiego sitcomu Słoneczna Sonny.

## Główni

### Sonny Munroe

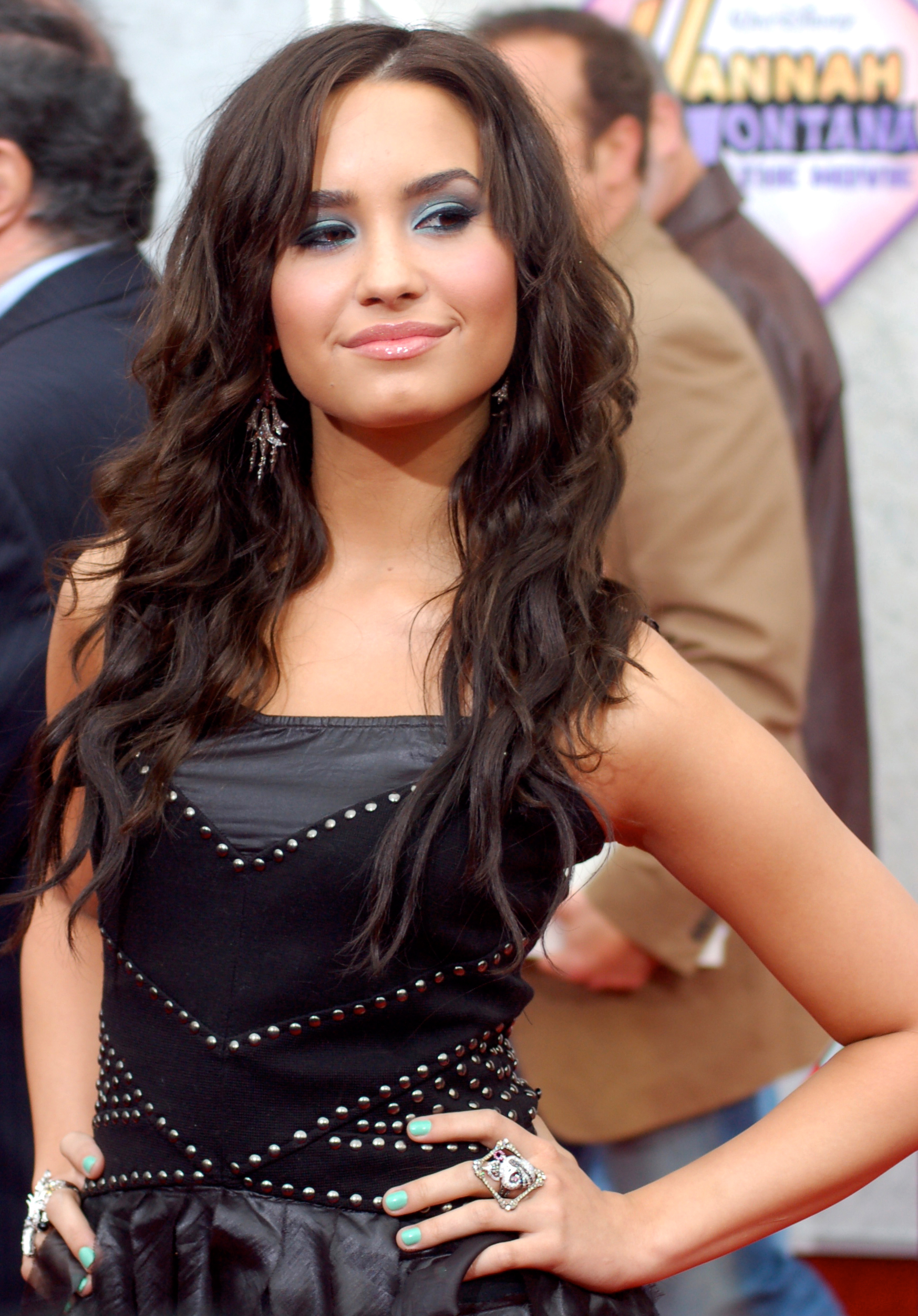
Demi Lovato - aktorka wcielająca się w postać Sonny Munroe

Allison "Sonny" Munroe – prosta dziewczyna, pochodząca z małego miasteczka w Wisconsin. Jej życie zmienia się, gdy wrzuca do internetu parę śmiesznych filmików; twórczość dziewczyny doceniają twórcy programu "Z innej beczki" i zapraszają ją do współpracy.  
Sonny nie potrafi na początku nawiązać dobrego kontaktu z innymi gwiazdami, lecz później jej stosunki z rówieśnikami poprawiają się. Jest pełną energii osobą, która rzadko bywa smutna. Ma masę świetnych pomysłów, często niedocenianych przez przyjaciół.

Najlepszą przyjaciółką Sonny była Lucy, mieszkająca w Wisconsin; po przybyciu na plan serialu poznaje Tawni, jedną z gwiazd występujących w "Z innej beczki", z którą, mimo licznych sporów, zaprzyjaźnia się. 
Jednym z wrogów młodej gwiazdy jest Chad - aktor, grający w konkurencyjnym serialu. Nastolatkowie często się kłócą i rywalizują ze sobą, jednak podobają się sobie. Po jakimś czasie stają się parą, ale ich związek nie trwa długo; z powodu nieporozumienia panna Munroe zrywa z Chadem.
Sonny, jako ośmioletnie dziecko, była kwiat-harcerką; została jednak wyrzucona, ponieważ nie potrafiła zdobyć ostatniej odznaki, otrzymywanej przy zdaniu egzaminu z udzielania pomocy zadławionym. Dziewczyna dostaje drugą szansę, gdy na oczach druhny pomaga zadławionemu Chadowi. 
Gwiazda jest fanką misia Pauly’ego, który uczy dzieci dobrego zachowania; przed każdym występem żuje gumę, uwielbia ser. W postać Sonny wcieliła się Demi Lovato

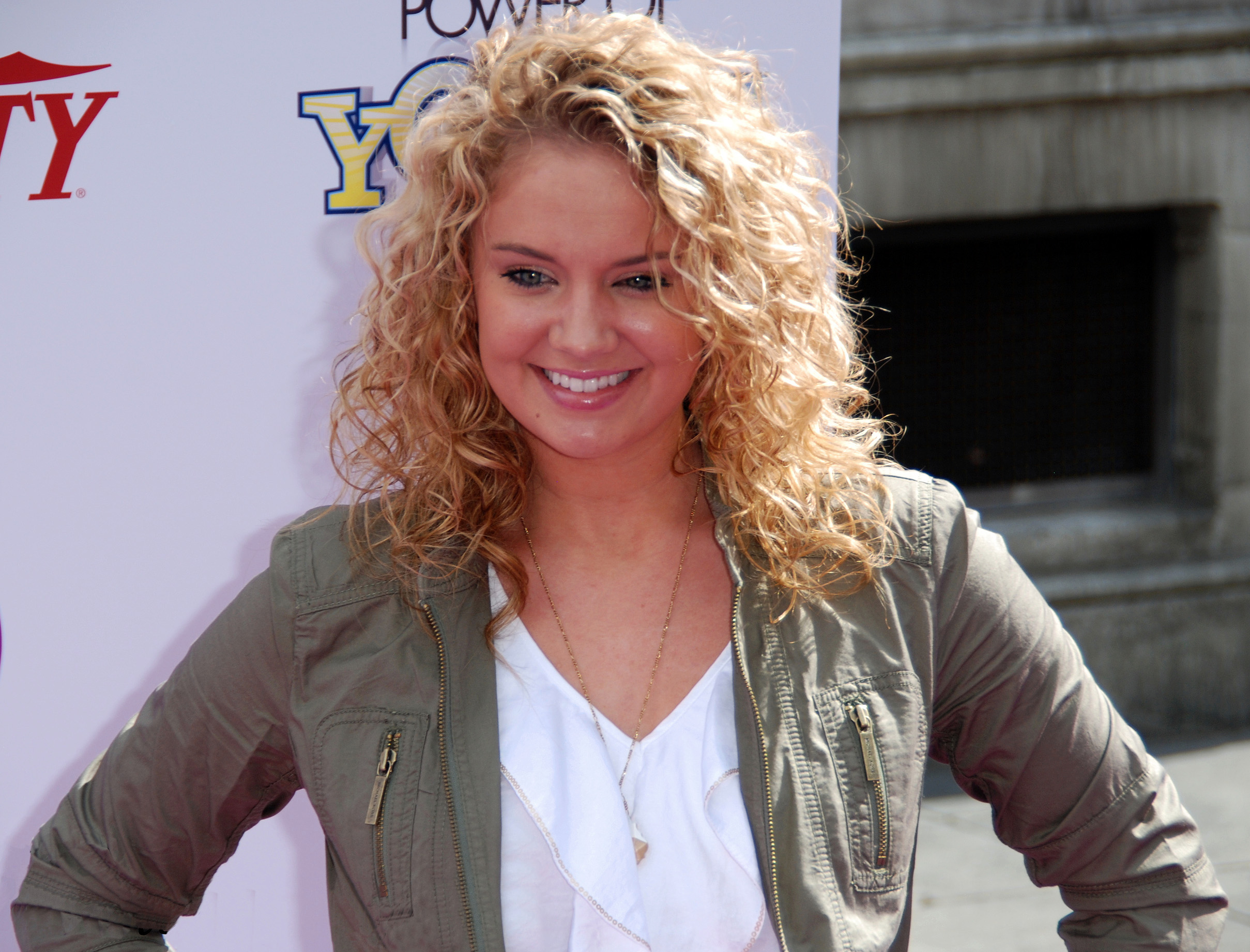
Tiffany Thorton - odtwórczyni roli Tawni.

### Tawni Hart
Tawni Hart – do przyjazdu Sonny największa gwiazda "Z innej beczki". Nienawidzi konkurencji, jest nieco narcyzowata. Każdą wolną chwilę spędza przed lustrem, poprawiając wygląd. Na początku wrogo nastawiona do dziewczyny z Wisconsin, później zaprzyjaźnia się z nią. Nieczęsto pomaga innym, chociaż czasami zdarza jej się wyciągnąć pomocną dłoń do przyjaciół.
Nie znosi krytyki, która obniża jej samoocenę. W postać Tawni wcieliła się Tiffany Thornton.

### Chad Dylan Cooper
Chad Dylan Goldfarb Cooper – główny bohater serialu "MacKenzie Falls". Ma niezwykle wysokie mniemanie o sobie, nie ceni innych. Jest atrakcyjny dla płci przeciwnej, szybko zmienia partnerki.
Bardzo często kłóci się z Sonny, w której po pewnym czasie się zakochuje.
Nie cierpi, gdy ktoś obraża bądź żartuje z jego rodziców. Postać Chada odegrana została przez Sterlinga Knighta.

### Nico Harris
Nico Harris – jeden z aktorów grających w programie "Z innej beczki". Uważa się za podrywacza, jednak nieczęsto udaje mu się umówić z dziewczyną. Wraz z przyjacielem, Grady'm, wielokrotnie próbuje wzbogacić się, co często kończy się wpadką. W postać Nico wcielił się Brandon Mychal Smith.

### Grady Mitchell
Grady Mitchell – jeden z aktorów występujących w programie "Z innej beczki". Jest najlepszym przyjacielem Nico, z którym często przeżywa różne przygody. Ma brata Granta, który wyśmiewa się z niego, że nigdy się nie całował. W postać Grady'ego wcielił się Doug Brochu.

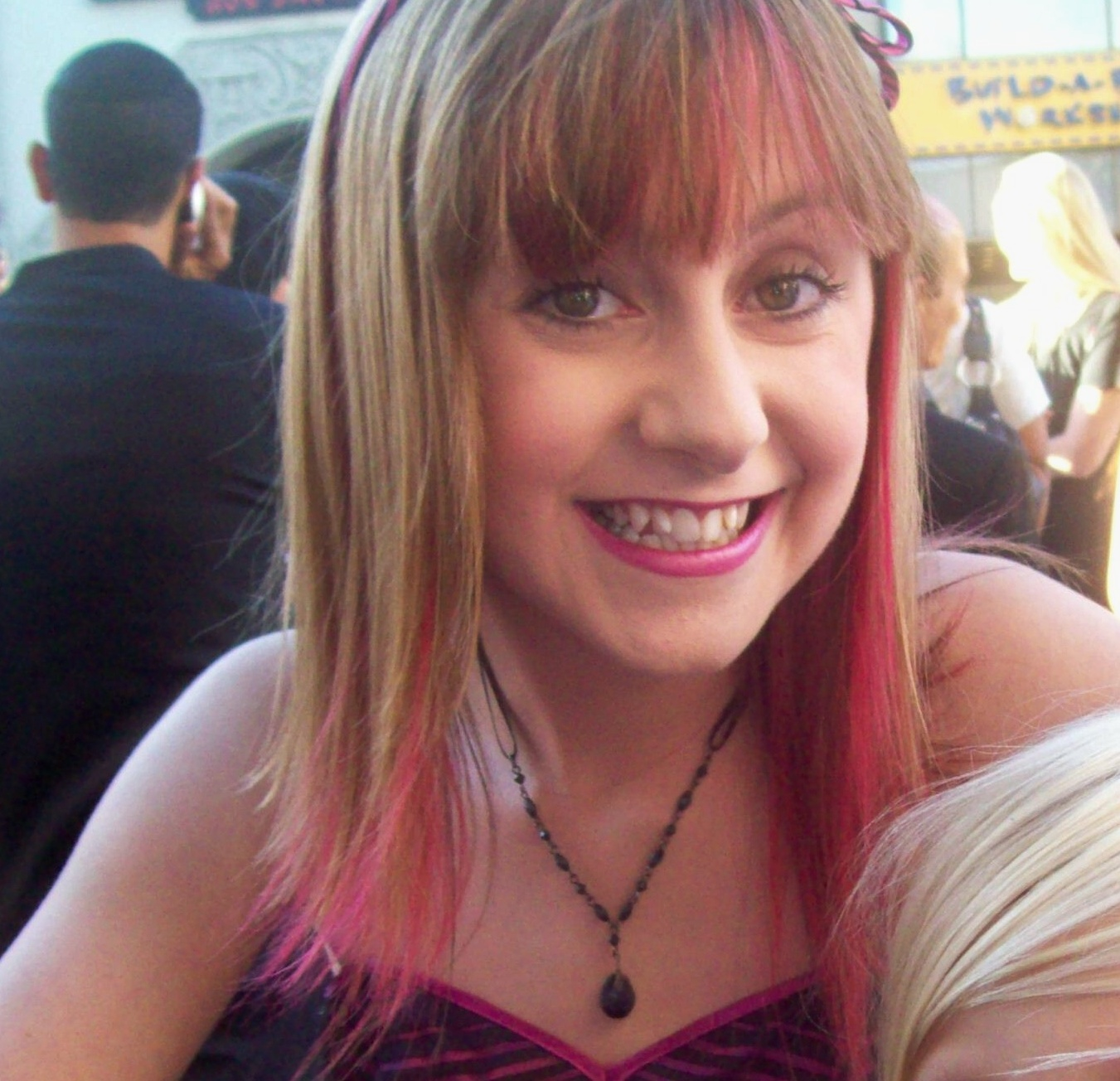
Allisyn Ashley Arm - aktorka, wcielająca się w rolę Zory.

### Zora Lancaster
Zora Lancaster – jedenastoletnia dziewczyna grająca w programie "Z innej beczki". Jest bardzo inteligentna, ciekawska i mściwa, uwielbia skandale i plotki. Często podsłuchuje innych, przesiadując w szybie wentylacyjnym. Postać Zory odegrana została przez Allisyn Ashley Arm.

## Drugoplanowe
- Marshall Pike – główny twórca i reżyser "Z innej beczki". Bardzo podobają mu się pomysły Sonny i często według nich układa skecze. Pracuje w Hollywood od 40 lat. W postać wcielił się Michael Kostroff.
- Connie Munroe – matka Sonny. Jest bardzo dumna z sukcesu córki, jednak boi się bardzo o jej oceny w szkole. Czasami jest nieco nadopiekuńcza. W postać wcieliła się Nancy McKeon.
- Portlyn – jedna z aktorek MacKenzie Falls. Postać odegrała Jillian Murray.
- Joy Bitterman – wredna nauczycielka, uczy ekipę "Z innej beczki", w jednym z odcinków spotyka się z Marshallem. W postać wcieliła się Vicki Lewis.
- Murphy – ochroniarz, nie lubi Nico i Grady'ego, często robią sobie na złość. W postać wcielił się Steve Hytner.
- Dakota Condor – córka właściciela studia, pana Condora. Jest złośliwa i samolubna, uwielbia znęcać się nad obsadą "Z innej Beczki". Uwielbia Chada Dylana Coopera. W postać wcieliła się Genevieve Hannelius.
- Chloe – aktorka grająca w serialu "Mackenzie Falls". W postać wcieliła się Ashley Jackson.

## Epizodyczne
- Hayden – chłopak, który podobał się Tawni. Gdy wreszcie zaprosił ją na randkę, całuje się z Sonny[3]. W postać wcielił się Robert Adamson.
- Sharona – bardzo popularna, bogata i wpływowa osoba. Pisze bloga, na którym umieszcza fałszywe informacje na temat gwiazd. Nie znosi, gdy ktoś nosi te same ciuchy co ona. W postać wcieliła się Elisa Donovan.
- Lucy – najlepsza przyjaciółka Sonny z Wisconsin. W postać wcieliła się Eden Sher.
- Santiago Geraldo – mężczyzna prowadzący program o gwiazdach, przeprowadzał wywiad z Sonny i Chadem. W postać wcielił się Rich Ceraulo.
- Mała Poppy – asystentka Sharony. W postać wcieliła się Lily Holleman.
- Josh – chłopak, który rozdaje pocztę w studiu. W postać wcielił się Brent Tarnol.
- James Conroy – znajomy Chada, występował w jednym z odcinków "MacKenzie Falls". W postać wcielił się Kelly Blatz.
- Pan Condor – właściciel studia, w którym nagrywane są "Z innej beczki" i "MacKenzie Falls". W postać wcielił się Daniel Roebuck.
- Brenda – kucharka w stołówce. Uwielbia "MacKenzie Falls". W postać wcieliła się Wendy Worthington.
- Selena Gomez – miała wcielić się w rolę Sonny w filmie "Chad Dylan Cooper. Historia Chada Dylana Coopera". Zagrana przez samą siebie.
- Reżyser – reżyser filmu Fashionita. W postać wcielił się Andrew Ableson.
- Tammi Hart – matka Tawni i jej menadżerka. W postać wcieliła się Christina Moore.
- Penelope – aktorka grająca w serialu "Mackenzie Falls", została aresztowana za próbę zabójstwa Sonny. Jej najlepszym przyjacielem z "Z innej Beczki" jest Nico. W postać wcieliła się Leslie-Anne Huff.
- Joe Jonas – piosenkarz i muzyk, wystąpił w świątecznym odcinku "Z innej beczki". Zagrany przez samego siebie.
- Shaquille O'Neal – koszykarz, wystąpił w halloweenowym odcinku "Z innej beczki". Zagrany przez samego siebie.
- Grant Mitchell – brat Grady'ego. W postać wcielił się Preston Jones.
- Ryan Loughlin – dziennikarz, wystąpił w odcinku "Sekret Sonny". W postać wcielił się Regan Burns.
- Mel Winters – kelnerka, sąsiadka Sonny. W postać wcieliła się Skyler Day.
- Trey Brothers – piosenkarz i autor tekstów. Wykonał piosenkę, która śpiewała Sonny. W postać wcielił się Guy Burnet.

## Skeczowe postaci
- Gassie – pies, który puszcza gazy, gdy chce coś powiedzieć. Występuje w skeczu "Przygody Pryksia".
- Britney – laska, którą podrywał Nico. Występuje w skeczu "Weź to obczaj! cz.1".